# Benigno di Armagh
Benigno (o Beneno, in gaelico Beanón; ... – 467) fu un discepolo di san Patrizio, a cui succedette alla guida della diocesi di Armagh. È venerato come santo dalla Chiesa cattolica, che lo celebra il 9 novembre.

## Biografia

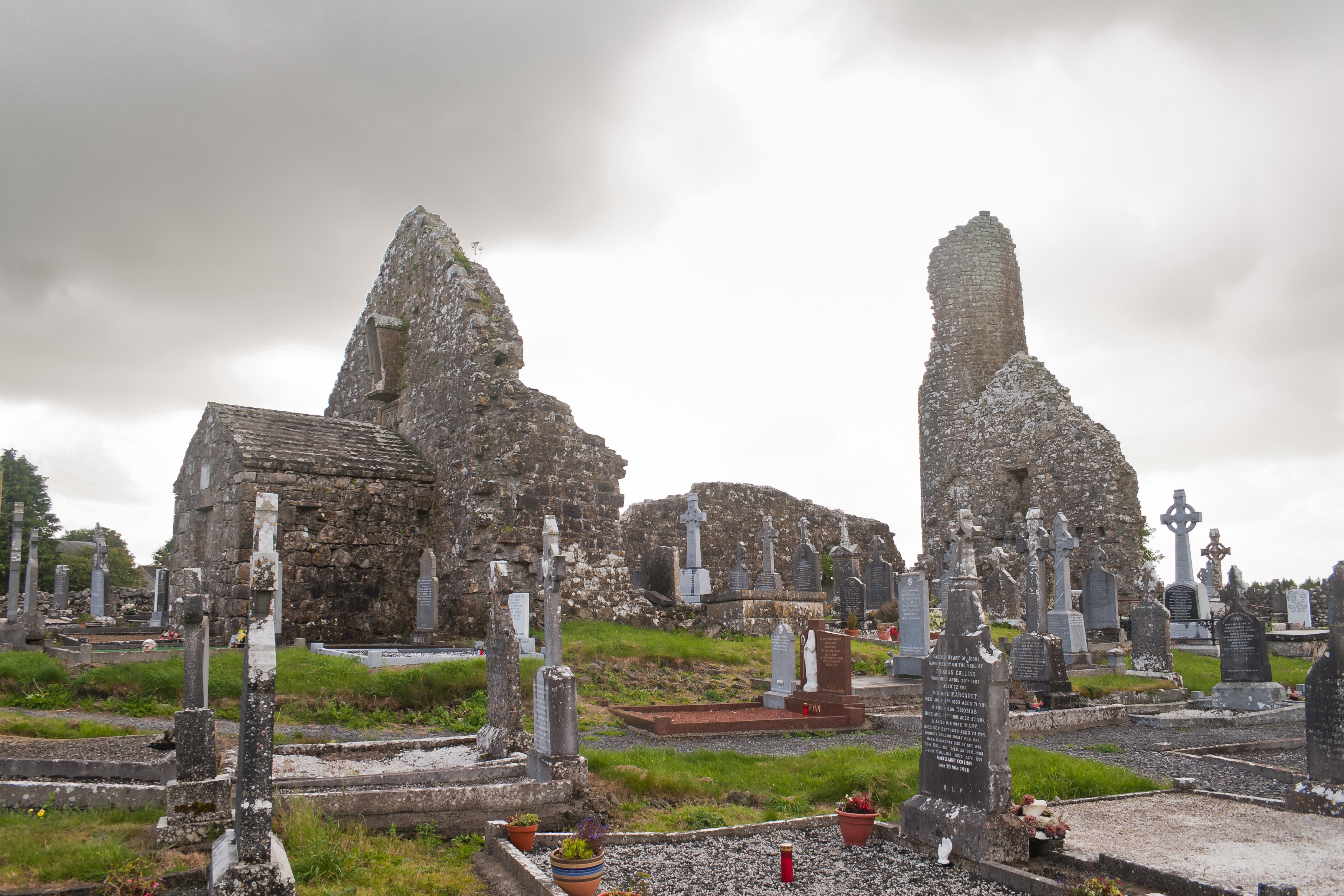
Le rovine del monastero di Kilbannon

Benigno era figlio di un capo irlandese di nome Sesenen, che dominava nell'odierno Meath; secondo alcune fonti, il suo nome (Benigno, in gaelico Beanón, da cui l'inglese Benen e l'italiano Beneno), era dovuto alla sua indole gentile e benevola. Fu battezzato da san Patrizio, di cui divenne un seguace, e che accompagnò e assistette nei suoi viaggi e nelle sue varie missioni. Evangelizzò il Clare, il Kerry e il Connaught.
Fu abate presso Drumlease per vent'anni, e in seguito succedette a Patrizio come vescovo di Armagh. Morì probabilmente nel 467, poco dopo aver rinunciato alla carica di vescovo, per cause naturali. Fu anche il primo rettore della scuola di Armagh.
Tra le sue opere, si nota il fatto che aiutò nella compilazione del Senchus Mor (un antico codice legale irlandese), del Salterio di Cashel e del Lebor na gCeart (o "Libro dei Diritti"). Presenziò inoltre al sinodo nel quale venne riconosciuta la sede di Roma come ultima corte di appello per i casi più difficili. Era inoltre un ottimo cantore e compositore di musica liturgica, e si occupava della formazione dei cori, motivo per cui era detto il "cantore di salmi di Patrizio".

### Benigno di Kilbannon
Un altro san Benigno, detto "di Kilbannon", fondò un monastero a Kilbannon, presso Tuam, dove venne educato san Jarlath; anche se generalmente i due santi vengono considerati la stessa persona, nel libro di Armagh sono descritti come due individui diversi, ancorché contemporanei, e di san Benigno di Kilbannon viene detto che è figlio di Lugni del Connaught, e che sua sorella Mathona fu badessa a Tawney.